# Olha Kharlan
Olha Kharlan (en ukrainien : Ольга Геннадіївна Харлан, Olha Hennadiïvna Kharlan), née le 4 septembre 1990 à Mykolaïv, est une escrimeuse ukrainienne pratiquant le sabre.
En individuel, elle a remporté quatre championnats du monde (2013, 2014, 2017, 2019), six championnats d'Europe (2009, 2011, 2012, 2013, 2014, 2019) ainsi que cinq Coupes du monde (2013, 2014, 2018, 2019, 2021). Elle est également triple médaillée de bronze olympique en individuel (2012, 2016, 2024). Aux Jeux olympiques de 2008 et 2024, elle remporte le titre du sabre par équipes.

## Biographie

### Carrière sportive
Olha Kharlan rejoint l'équipe nationale d'Ukraine à l'âge de 14 ans. En 2005, elle remporte sa première médaille internationale avec une médaille de bronze par équipes lors des championnats d'Europe à Zalaegerszeg. En 2007, elle devient championne du monde junior : elle renouvellera cet exploit trois autres fois avant d’atteindre 20 ans, en 2010.
Pour sa première participation aux Jeux olympiques en 2008 à Pékin, Kharlan remporte le titre par équipes. Lors de l'édition de 2012 à Londres, elle monte sur la troisième place du podium en individuel tout comme en 2016 à Rio de Janeiro où elle décroche aussi la médaille d'argent par équipes. Pour sa médaille de bronze en individuel à Rio en 2016, elle bat la française Manon Brunet 15 touches à 10.
Elle obtient son premier titre de championne du monde en individuel aux championnats du monde 2013 à Budapest et réédite cette performance en 2014 à Kazan et en 2017 à Leipzig
L'année 2018 voit Kharlan remporter la coupe du monde avec la première place lors de la manche de Saint-Nicolas et des grands prix de Cancún et Séoul. Mais elle ne parvient pas à s'imposer en individuel aux championnats d'Europe ou du monde, ne décrochant qu'une médaille d'argent aux championnats d'Europe de Novi Sad.
Le 17 juin 2019, lors des championnats d'Europe à Düsseldorf, elle remporte son 6e titre individuel européen en battant en finale Manon Brunet 15-12 et devient la première escrimeuse, tous genres confondus, à réaliser cet exploit. Kharlan remonte de nouveau sur la plus haute marche à Budapest aux championnats du monde an battant Sofia Velikaïa 15-14, obtenant ainsi un quatrième titre .
Le 27 juillet 2023, aux championnats du monde d'escrime, après sa large victoire (15-7) contre la Russe Anna Smirnova, elle refuse de serrer la main de son adversaire en raison de l'invasion de l'Ukraine par la Russie, ce qui lui vaut d'être disqualifiée. Mais le lendemain, le Comité international olympique lui garantit qu'elle pourra participer aux Jeux olympiques de 2024, quitte à lui attribuer, si nécessaire, un quota supplémentaire, et sa suspension est levée par la Fédération internationale d'escrime, lui permettant de disputer l’épreuve par équipes de ces mondiaux, après les compétitions individuelles.
Lors des Jeux olympiques de 2024, elle remporte la médaille de bronze en individuel, la première obtenue par l'Ukraine dans la compétition. Elle remporte également, avec l'équipe féminine de sabre ukrainienne, le titre olympique en relais par équipes, face à la Corée du Sud. Il s'agit de la première médaille d'or pour l'Ukraine. L'escrimeuse devient la sportive la plus médaillée de l'histoire de l'Ukraine aux Jeux olympiques.

### Engagement politique

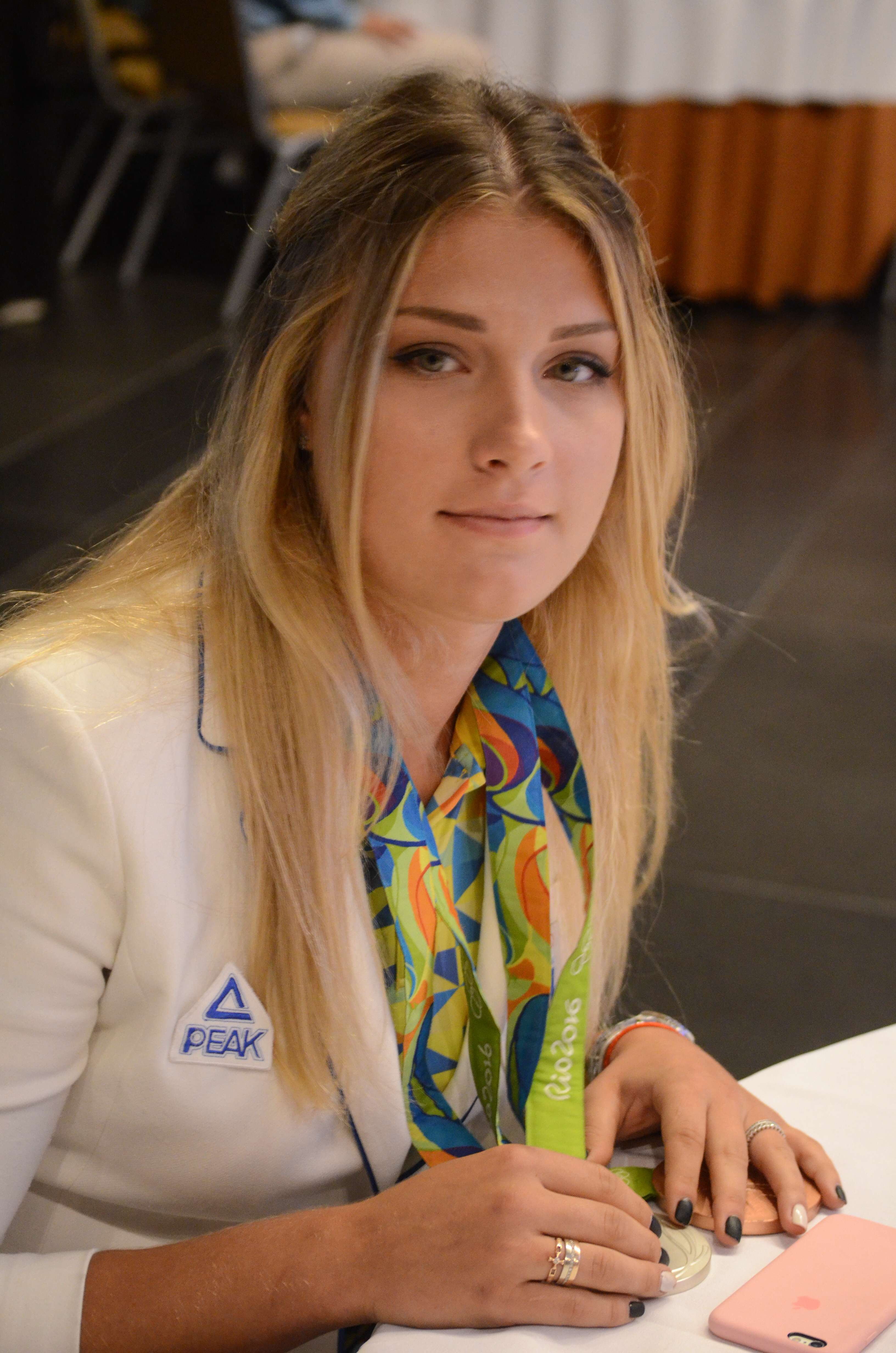
Olha Kharlan, en 2016.

Au-delà de son parcours sportif, Olha Kharlan s'engage en politique dès 2010 lors d'élections locales. Lors de ces élections Kharlan est élue membre du conseil municipal de Mykolaïv pour le Parti des régions bien qu'elle habite à Kiev. Elle se présente aux élections au Parlement ukrainien lors des élections parlementaires ukrainiennes d'octobre 2012, mais en raison de sa 194e place sur la liste du Parti des régions, elle n'est pas élue.
Kharlan quitte la faction du Parti des régions au sein du conseil municipal de Mykolaïv fin mars 2014. En mai 2014, elle est candidate du Parti des Verts d'Ukraine aux élections locales de Kiev ; mais il ne réussit pas à franchir le seuil électoral de 3 % et ne remporte donc aucun siège au conseil municipal de Kiev. Le site web du Parti des Verts d'Ukraine affirme que Kharlan est troisième sur sa liste électorale lors des élections législatives ukrainiennes d'octobre 2012.
En 2014, lors de l'annexion de la Crimée, elle se prononce pour une Ukraine unie. Les athlètes ukrainiens boycottent les championnats d'Europe de Moscou mais participent tout de même aux mondiaux organisés dans une autre ville russe, Kazan.

### Expérience télévisuelle
Elle participe à l'émission Dancing With the Stars en 2021 en dansant avec le chorégraphe Dmytro Dikoussar avec qui elle atteint la deuxième place.

## Palmarès
- Jeux olympiques
  -  Médaille d'or au sabre par équipes aux Jeux olympiques de 2008 à Pékin
  -  Médaille d'or au sabre par équipes aux  Jeux olympiques de 2024 à Paris
  -  Médaille d'argent par équipes lors des Jeux olympiques 2016 à Rio de Janeiro
  -  Médaille de bronze au sabre individuel aux Jeux olympiques de 2012 à Londres
  -  Médaille de bronze au sabre individuel aux Jeux olympiques de 2016 à Rio de Janeiro
  -  Médaille de bronze au sabre individuel aux Jeux olympiques de 2024 à Paris

- Championnats du monde d'escrime
  -  Médaille d'or en individuel aux Championnats du monde d'escrime 2019 à Budapest
  -  Médaille d'or en individuel aux Championnats du monde d'escrime 2017 à Leipzig
  -  Médaille d'or en individuel aux Championnats du monde d'escrime 2014 à Kazan
  -  Médaille d'or en individuel aux Championnats du monde d'escrime 2013 à Budapest
  -  Médaille d'or par équipes aux Championnats du monde d'escrime 2013 à Budapest
  -  Médaille d'or par équipes aux Championnats du monde d'escrime 2009 à Antalya
  -  Médaille d'argent en individuel aux Championnats du monde d'escrime 2010 à Paris
  -  Médaille d'argent en individuel aux Championnats du monde d'escrime 2009 à Antalya
  -  Médaille d'argent par équipes aux Championnats du monde d'escrime 2015 à Moscou
  -  Médaille d'argent par équipes aux Championnats du monde d'escrime 2012 à Kiev
  -  Médaille d'argent par équipes aux Championnats du monde d'escrime 2011 à Catane
  -  Médaille d'argent par équipes aux Championnats du monde d'escrime 2010 à Paris
  -  Médaille d'argent par équipes en Championnats du monde d'escrime 2007 à Saint-Pétersbourg
  -  Médaille de bronze en individuel aux Championnats du monde d'escrime 2011 à Catane
  -  Médaille de bronze par équipes aux Championnats du monde d'escrime 2014 à Kazan

- Championnats d'Europe d'escrime
  -  Médaille d'or en individuel aux Championnats d'Europe d'escrime 2019 à Düsseldorf
  -  Médaille d'or en individuel aux Championnats d'Europe d'escrime 2014 à Strasbourg
  -  Médaille d'or en individuel aux Championnats d'Europe d'escrime 2013 à Zagreb
  -  Médaille d'or en individuel aux Championnats d'Europe d'escrime 2012 à Legnano
  -  Médaille d'or en individuel aux Championnats d'Europe d'escrime 2011 à Sheffield
  -  Médaille d'or en individuel aux Championnats d'Europe d'escrime 2009 à Plovdiv
  -  Médaille d'or par équipes en Championnats d'Europe d'escrime 2010 à Leipzig
  -  Médaille d'or par équipes en Championnats d'Europe d'escrime 2009 à Plovdiv
  -  Médaille d'argent en individuel aux Championnats d'Europe d'escrime 2006 à Izmir
  -  Médaille d'argent par équipes aux Championnats d'Europe d'escrime 2018 à Novi Sad
  -  Médaille d'argent par équipes aux Championnats d'Europe d'escrime 2013 à Zagreb
  -  Médaille d'argent par équipes aux Championnats d'Europe d'escrime 2012 à Legnano
  -  Médaille d'argent par équipes aux Championnats d'Europe d'escrime 2011 à Sheffield
  -  Médaille d'argent par équipes aux Championnats d'Europe d'escrime 2008 à Kiev
  -  Médaille d'argent par équipes aux Championnats d'Europe d'escrime 2007 à Gand
  -  Médaille de bronze en individuel aux Championnats d'Europe d'escrime 2016 à Toruń
  -  Médaille de bronze par équipes aux Championnats d'Europe d'escrime 2016 à Toruń
  -  Médaille de bronze par équipes aux Championnats d'Europe d'escrime 2015 à Montreux
  -  Médaille de bronze par équipes aux Championnats d'Europe d'escrime 2014 à Strasbourg
  -  Médaille de bronze par équipes aux Championnats d'Europe d'escrime 2005 à Zalaegerszeg

- Coupe du monde d'escrime
  -  Vainqueur (numéro 1 mondiale) au classement général de 5 Coupes du monde de sabre féminin : 2013, 2014, 2018, 2019, 2021

- Jeux européens
  -  Médaille d'or en individuel aux Jeux européens de 2023 à Cracovie
  -  Médaille d'or par équipes aux Jeux européens de 2015 à Bakou

- Universiades
  -  Médaille d'or en individuel aux Universiades d'été de 2011 à Shenzhen
  -  Médaille d'or en individuel aux Universiades d'été de 2013 à Kazan
  -  Médaille d'argent par équipes aux Universiades d'été de 2011 à Shenzhen

- Championnats du monde juniors
  -  Médaille d'or aux championnats du monde juniors 2007 et 2008
  -  Médaille de bronze aux championnats du monde juniors 2005